# Franciszek Leśniak
Franciszek Leśniak (ur. 2 kwietnia 1953 w Stroniu k. Limanowej) – polski historyk, profesor nauk humanistycznych.

## Życiorys
Absolwent Technikum Chemicznego w Starym Sączu i Wyższej Szkoły Pedagogicznej w Krakowie, specjalizuje się w historii gospodarczej i społecznej Polski nowożytnej oraz biografistyce. Studia magisterskie ukończył w 1977 roku. W 1986 r. uzyskał stopień doktora, a w 1997 habilitował się. Od 2002 r. profesor zwyczajny.
Od 1977 do 1984 pracował w Zakładzie Historii w Wyższej Szkole Pedagogicznej w Rzeszowie, a następnie w Wyższej Szkole Pedagogicznej w Krakowie – prodziekan Wydziału Humanistycznego, kierownik Katedry Historii Nowożytnej w Instytucie Historii. Autor książek m.in.: "Krosno w czasach Odrodzenia. Studia nad społeczeństwem miasta" (1992), "Wielkorządcy krakowscy XVI-XVIII w. Gospodarze zamku wawelskiego i majątku wielkorządowego" (1996). Współautor pracy "Skupiska żydowskie w miastach małopolskich do końca XVI wieku" (1991).
Publikuje również opracowania popularnonaukowe, m.in. podręcznikowe ujęcie dziejów Polski za czasów władców elekcyjnych, które zostało opublikowane w serii Wielka historia Polski (t. 3-5), oraz opracowanie, dla wspomnianej serii, ponad 300 biogramów najważniejszych postaci historycznych (t. 11-13). Długoletni członek Polskiego Towarzystwa Historycznego, Komisji Historycznej PAN w Krakowie, Ludowego Towarzystwa Naukowo-Kulturalnego oraz Towarzystwa Miłośników Ziemi Limanowskiej. Współpracownik i członek komitetu redakcyjnego „Rocznika Sądeckiego”.

## Odznaczenia
- Srebrny Krzyż Zasługi (2003)
- Medal Komisji Edukacji Narodowej (1999)[2]